# Payaman (Plemahan)
Payaman is een bestuurslaag in het regentschap Kediri van de provincie Oost-Java, Indonesië. Payaman telt 3479 inwoners (volkstelling 2010).